# Lista najwyższych budynków w Stanach Zjednoczonych
Stany Zjednoczone są krajem z największą na świecie liczbą budynków przekraczających 100 metrów wysokości. Jest ich tu około 2000. 32 budynki mają wysokość ponad 300 metrów. Na chwilę obecną najwyższym wieżowcem w USA jest znajdujący się w Nowym Jorku 1 World Trade Center o wysokości 541 metrów. Wysokie budynki rozrzucone są po całym kraju, zarówno w największych aglomeracjach, jak i w małych miastach turystycznych lub ważnych z innego powodu (np. Miami Beach).
Najwięcej drapaczy chmur stoi obecnie w Nowym Jorku i Chicago, gdzie razem znajduje się ponad 600 takich budynków. Dużym skupiskiem wieżowców jest Los Angeles w którym stoi obecnie ich 758, co czyni miasto trzecim pod względem liczby wieżowców skupiskiem w kraju. W ostatnich latach zaczęto ponownie je budować, jednak tylko w najbardziej rozwijających się ośrodkach. W trakcie budowy jest jeszcze kilka budynków, które po ukończeniu „wskoczą” na listę najwyższych w kraju. Łącznie w całych USA jest około 550 wieżowców aktualnie budowanych, zaaprobowanych i planowanych. Aby dostać się na listę stu najwyższych, muszą mieć ponad 238 metrów.

Sylwetki najwyższych budynków w USA.

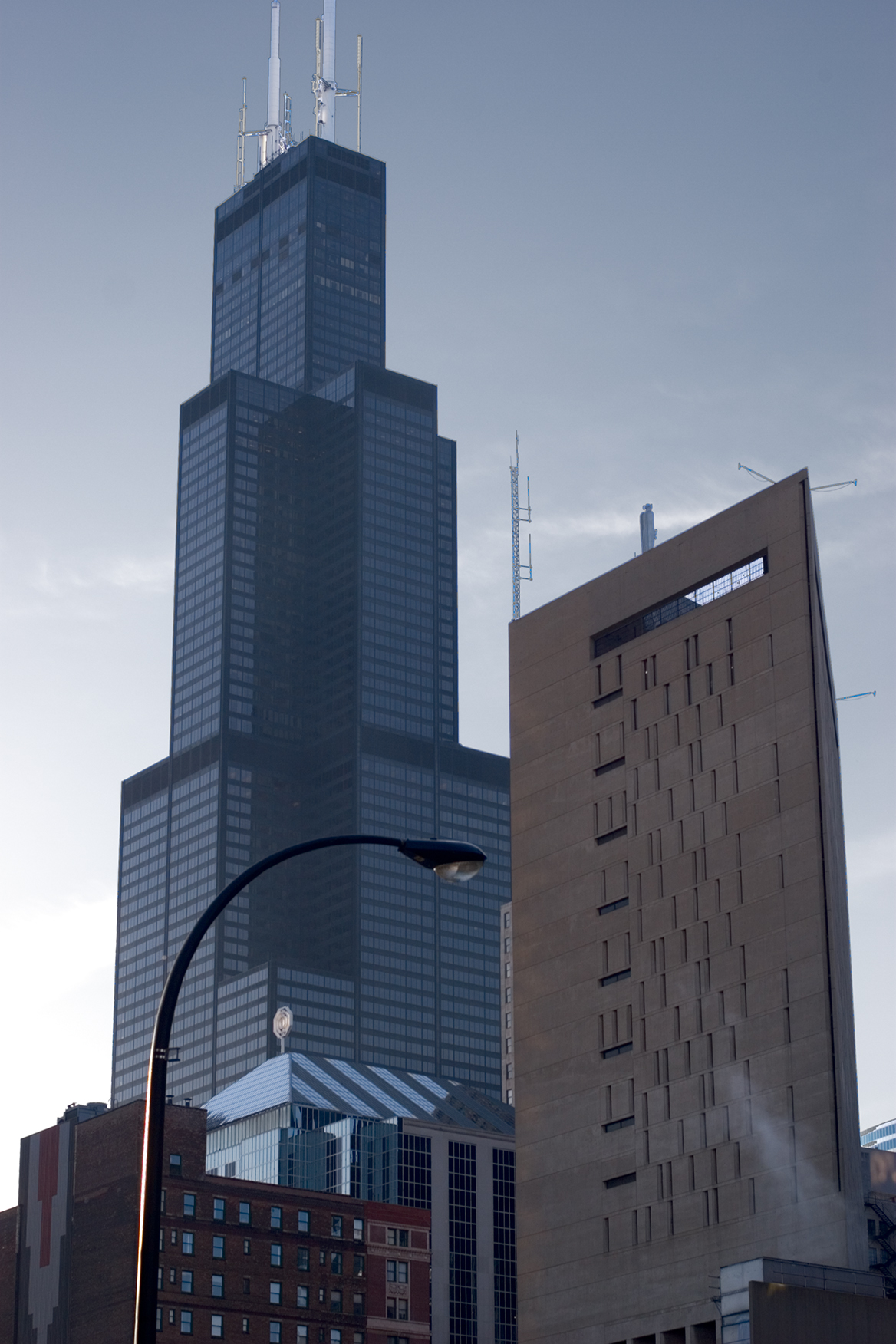
Willis Tower – Chicago

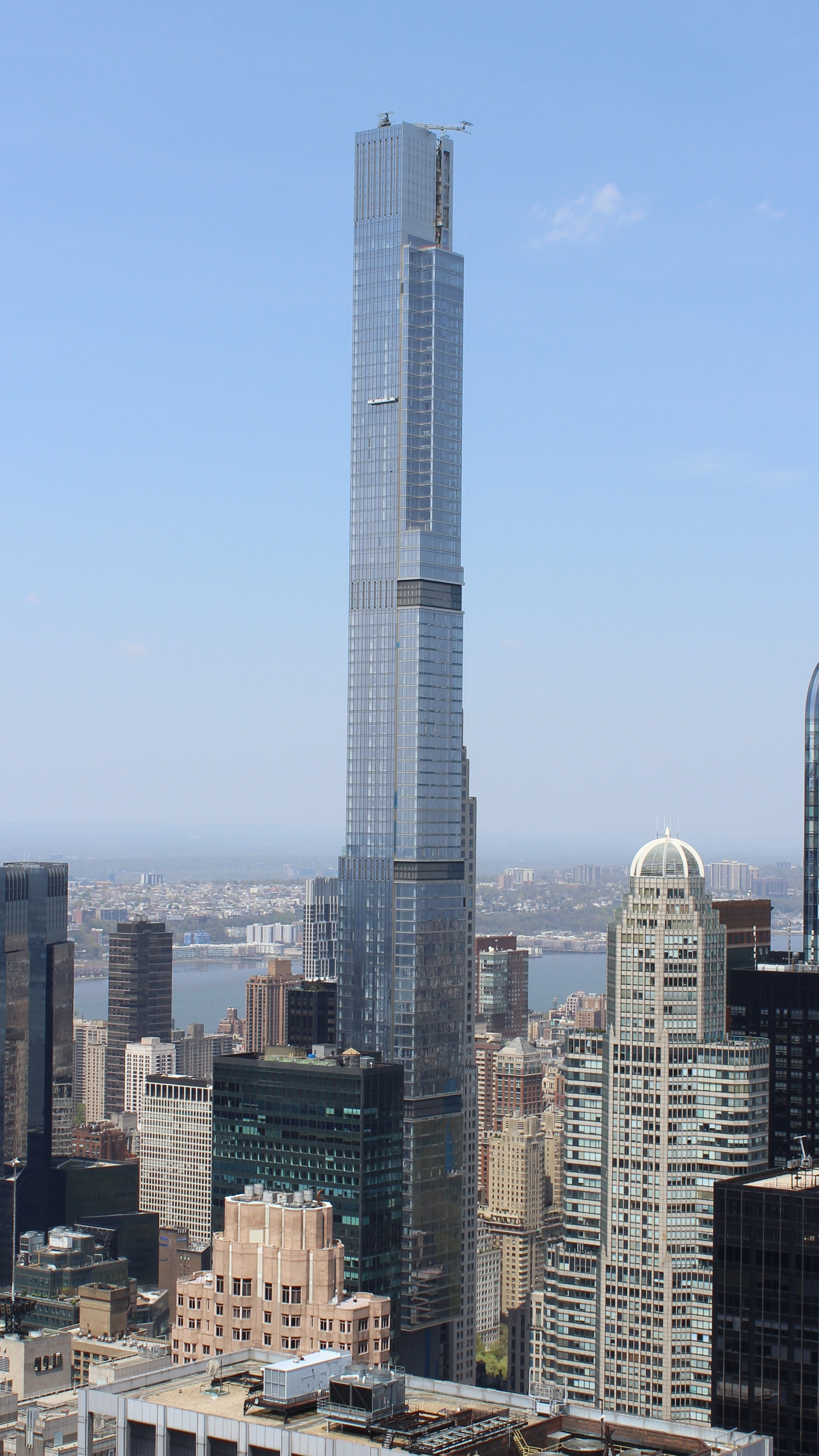
Central Park Tower – Nowy Jork

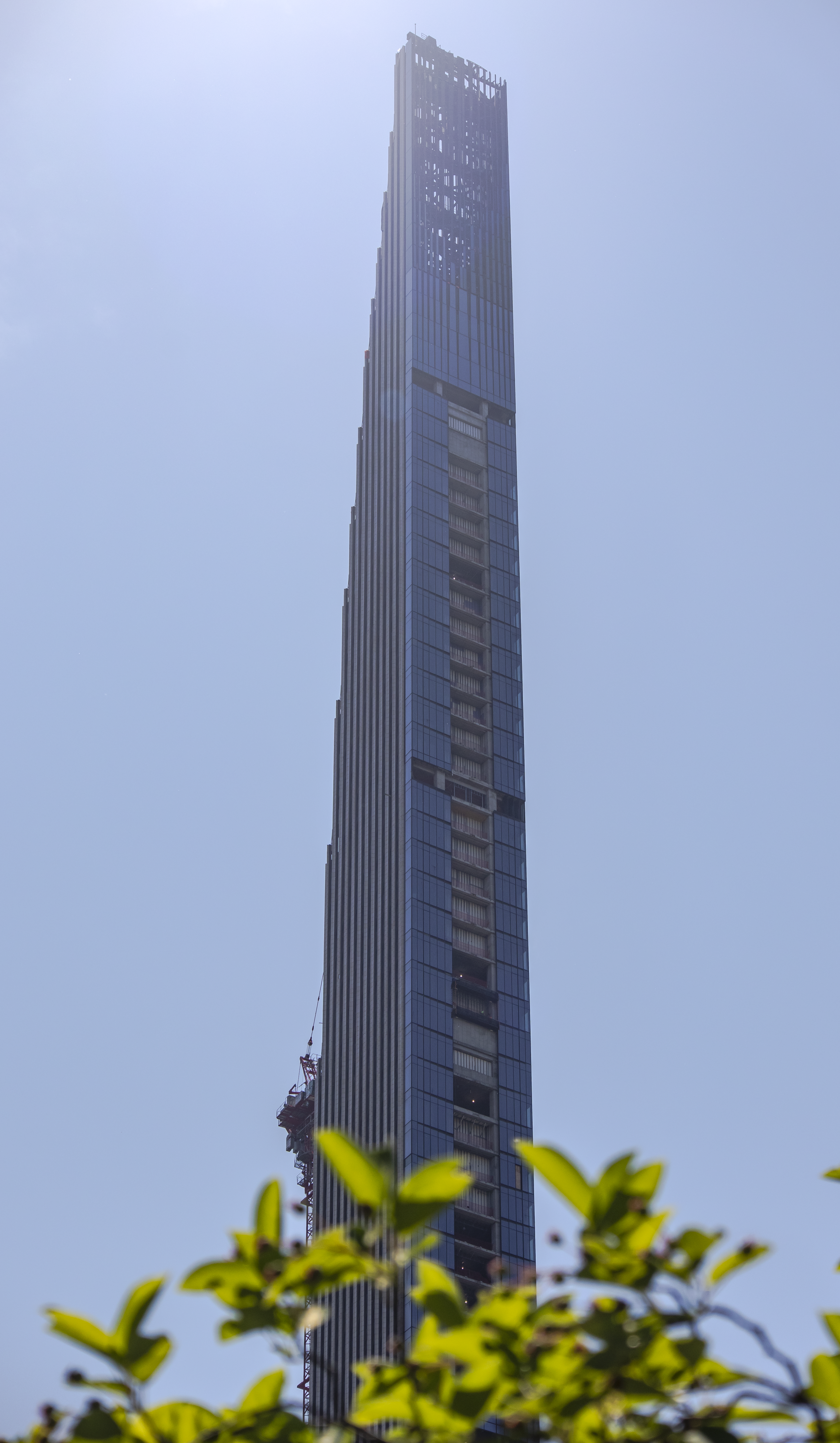
111 West 57th Street – Nowy Jork

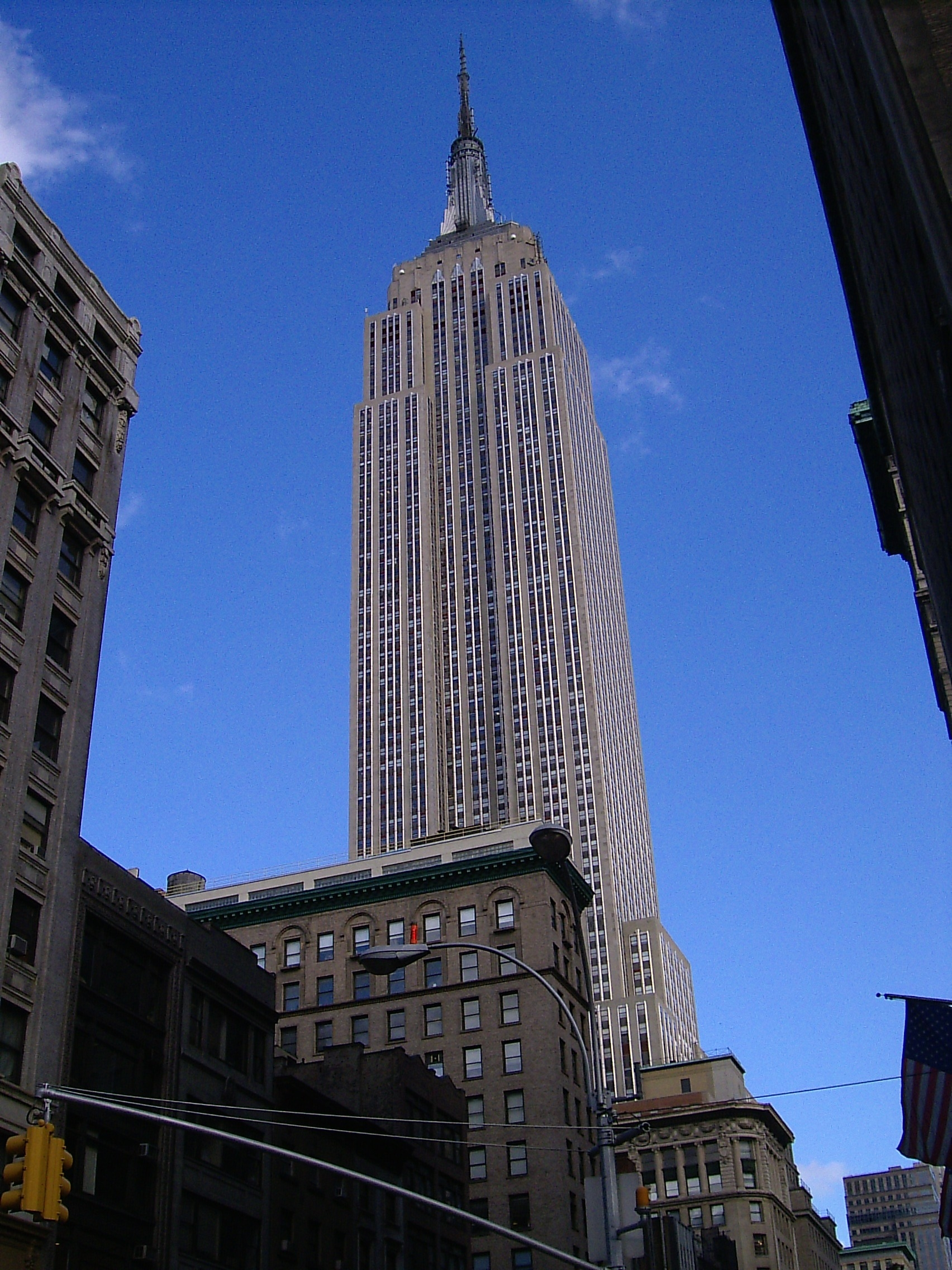
Empire State Building – Nowy Jork

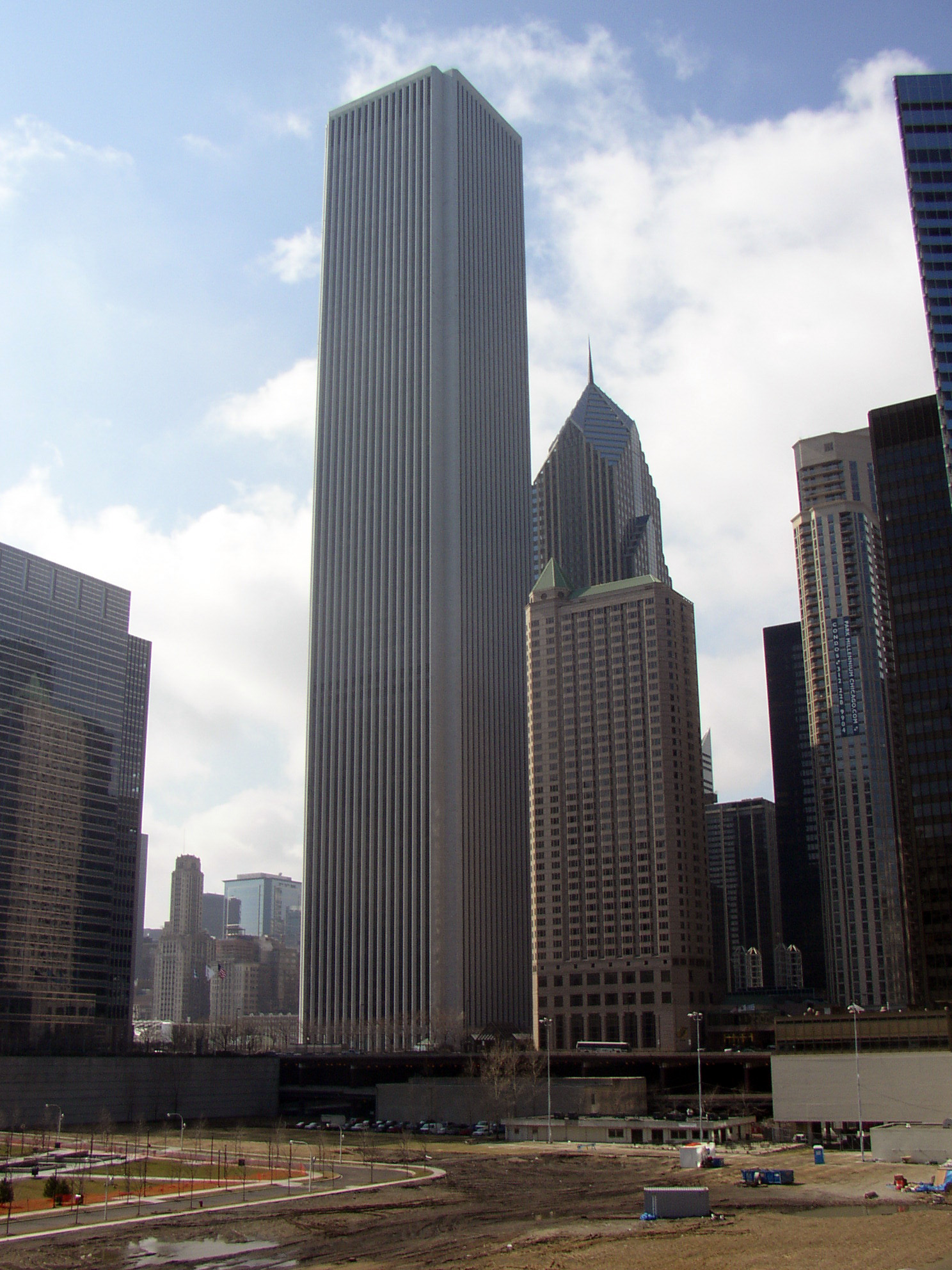
Aon Center – Chicago

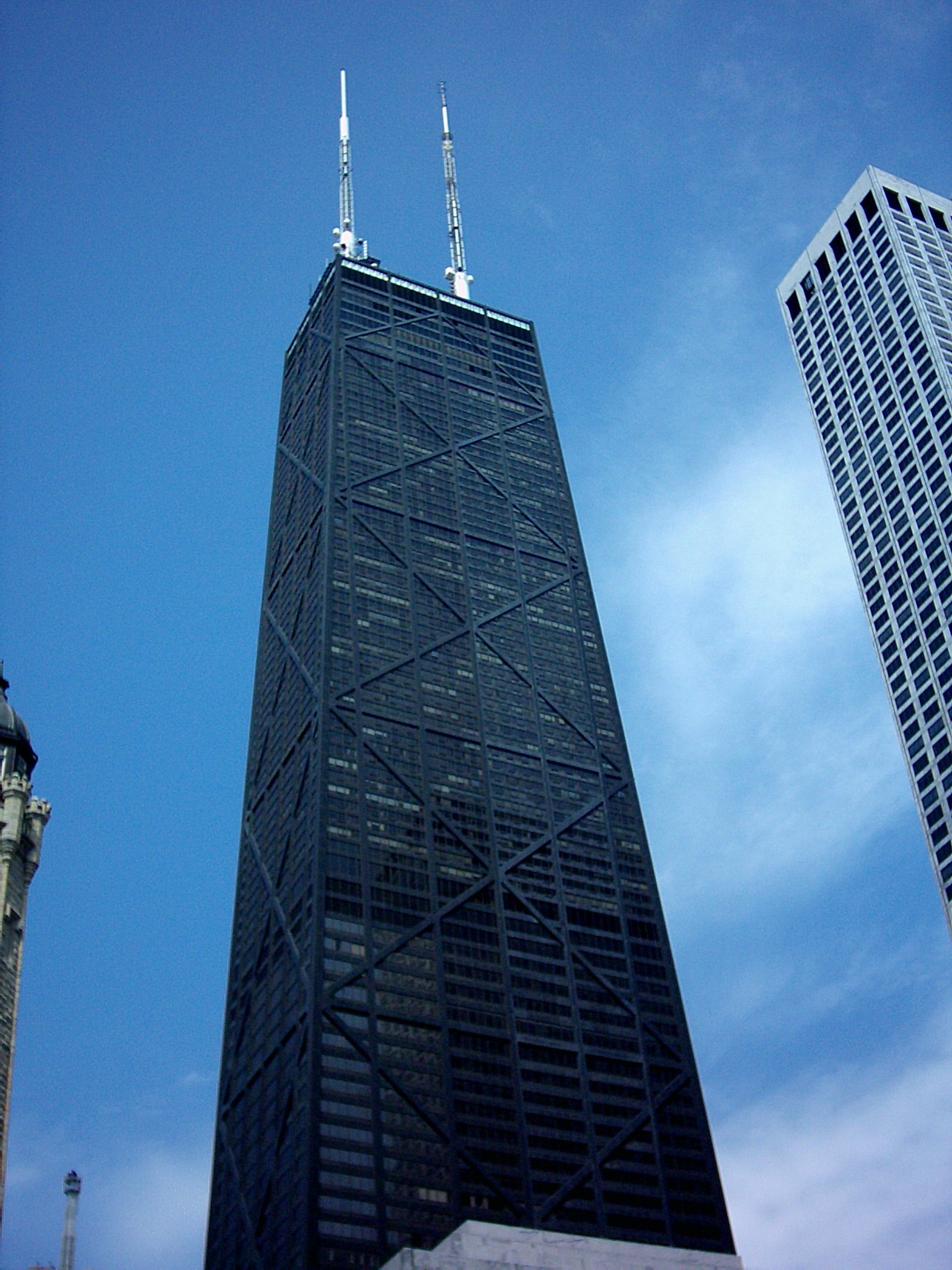
John Hancock Center – Chicago

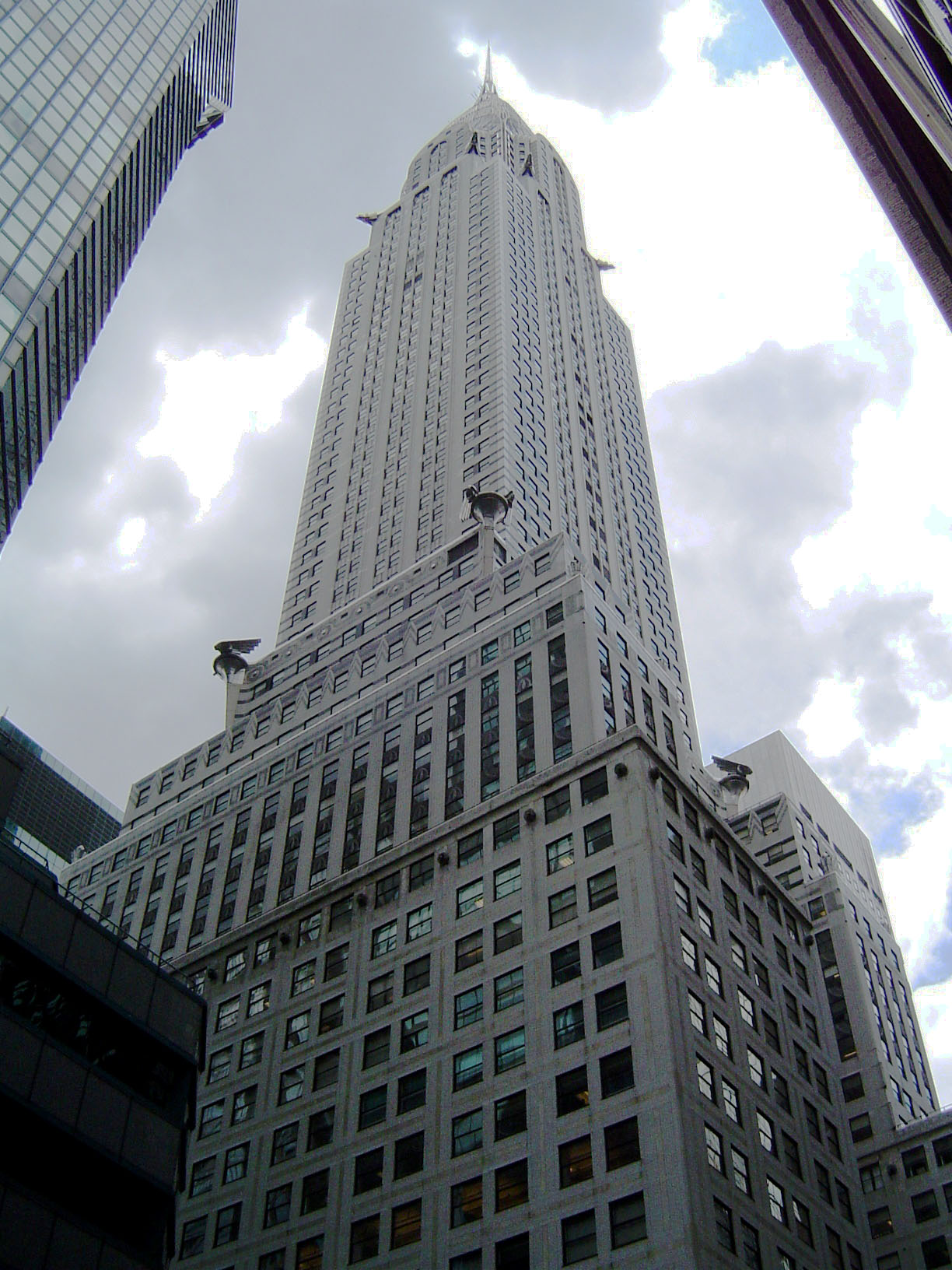
Chrysler Building – Nowy Jork

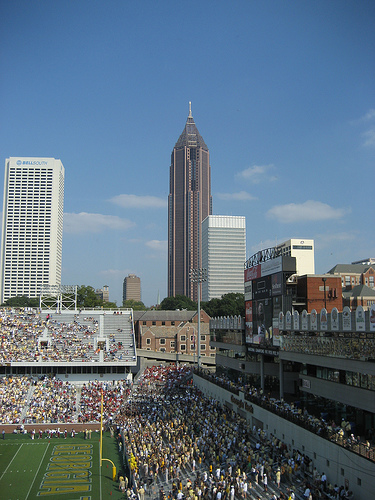
Od lewej: BellSouth Building i Bank of America Plaza – Atlanta

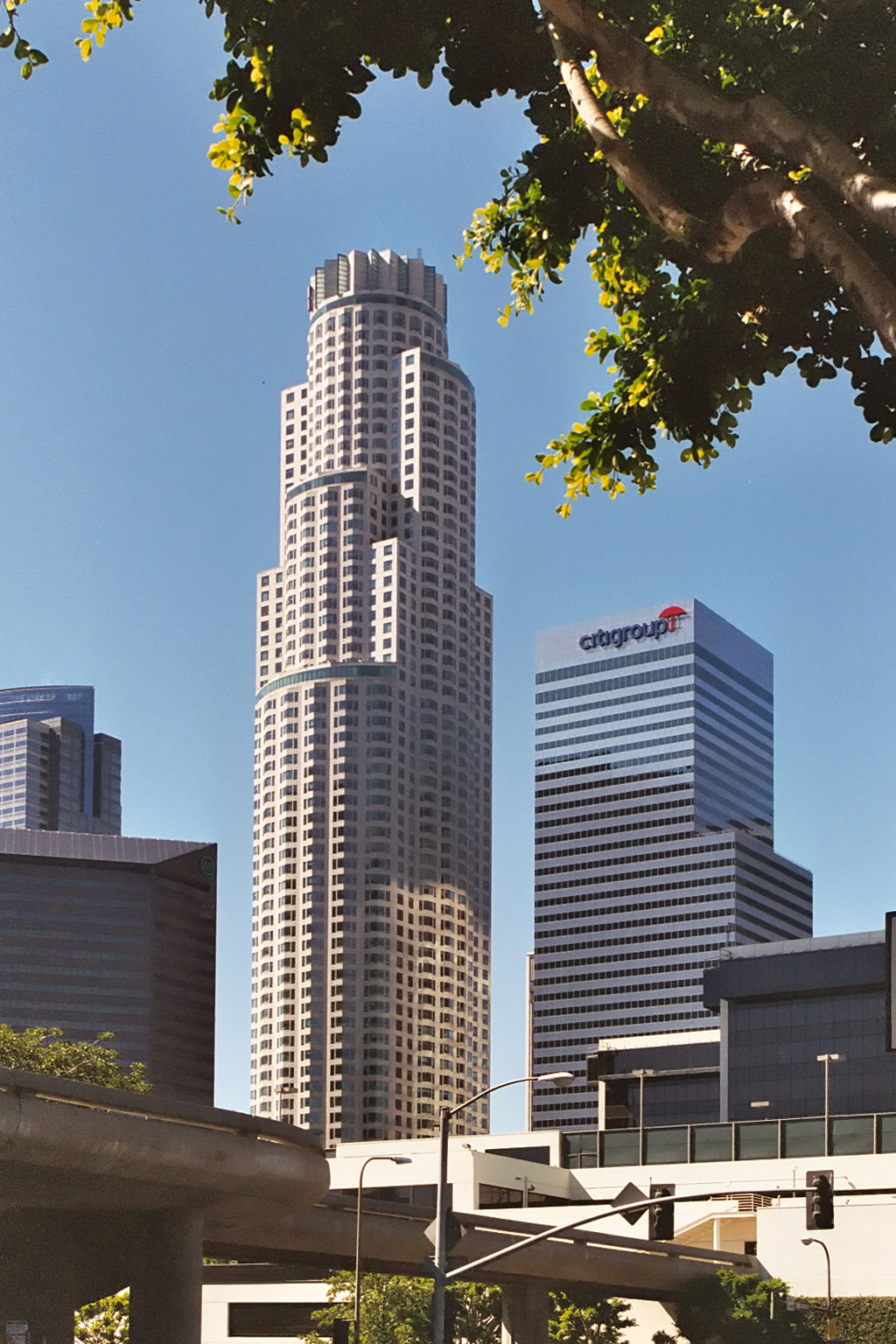
US Bank Tower – Los Angeles

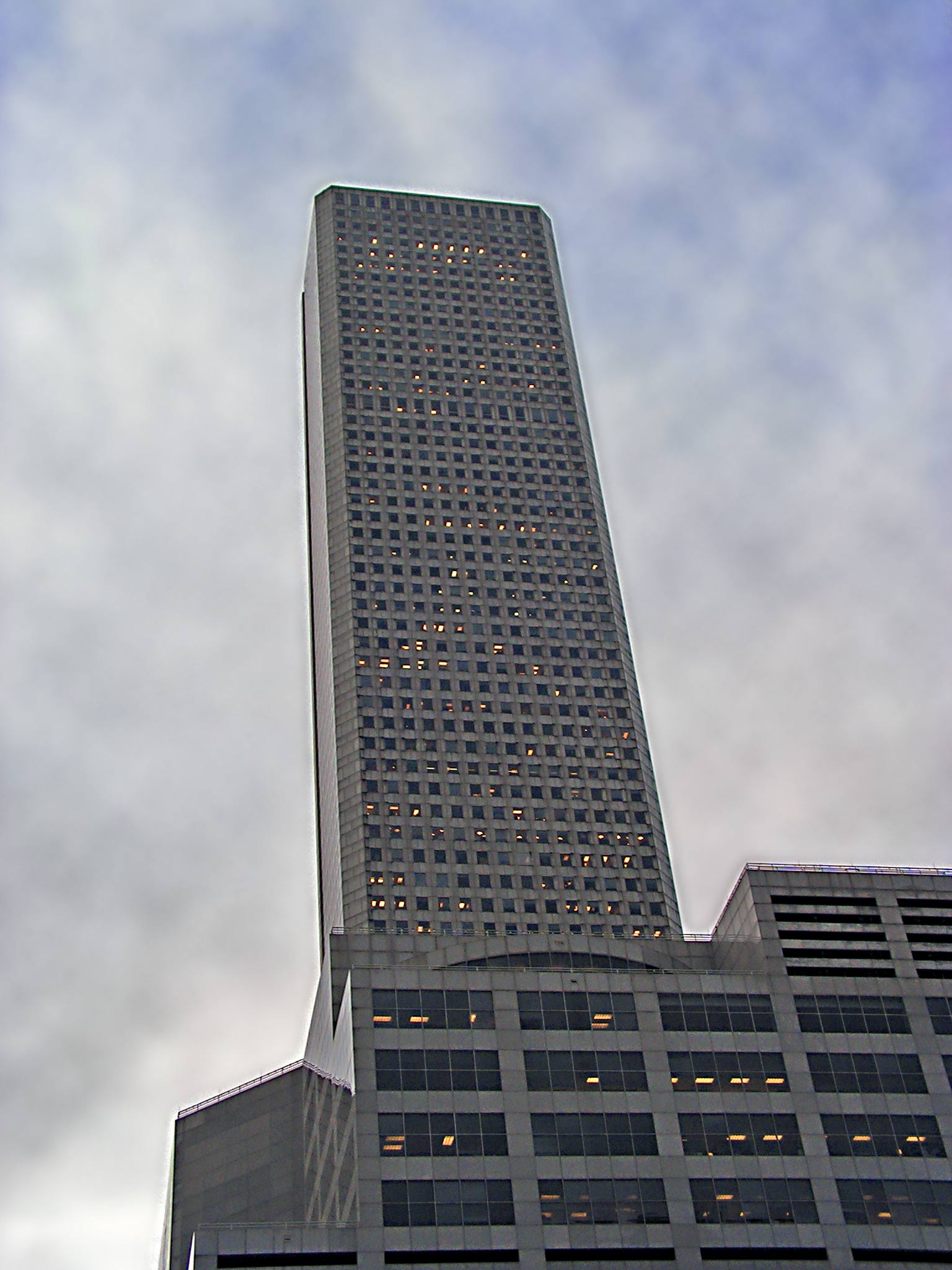
JPMorgan Chase Tower

## 100 najwyższych budynków
| Ranking | Budynek                             | Wysokość strukturalna | Liczba pięter | Rok budowy | Miasto        |
| ------- | ----------------------------------- | --------------------- | ------------- | ---------- | ------------- |
| 1.      | 1 World Trade Center                | 541 m                 | 105           | 2006       | Nowy Jork     |
| 2.      | Central Park Tower                  | 472 m                 | 98            | 2020       | Nowy Jork     |
| 3.      | Willis Tower                        | 442 m                 | 108           | 1974       | Chicago       |
| 4.      | 111 West 57th Street                | 435 m                 | 84            | 2020       | Nowy Jork     |
| 5.      | One Vanderbilt                      | 427 m                 | 93            | 2020       | Nowy Jork     |
| 6.      | 432 Park Avenue                     | 426 m                 | 85            | 2015       | Nowy Jork     |
| 7.      | Trump International Hotel and Tower | 423 m                 | 98            | 2009       | Chicago       |
| 8.      | 30 Hudson Yards                     | 387 m                 | 103           | 2019       | Nowy Jork     |
| 9.      | Empire State Building               | 381 m                 | 102           | 1931       | Nowy Jork     |
| 10.     | Bank of America Tower               | 366 m                 | 54            | 2008       | Nowy Jork     |
| 11.     | St. Regis Chicago                   | 365 m                 | 101           | 2020       | Chicago       |
| 12.     | Aon Center – Chicago                | 346 m                 | 83            | 1973       | Chicago       |
| 13.     | John Hancock Center                 | 344 m                 | 100           | 1969       | Chicago       |
| 14.     | Comcast Technology Center           | 342 m                 | 59            | 2018       | Filadelfia    |
| 15.     | Wilshire Grand Center               | 335 m                 | 73            | 2017       | Los Angeles   |
| 16.     | 3 World Trade Center                | 329 m                 | 80            | 2018       | Nowy Jork     |
| 17.     | Salesforce Tower                    | 326 m                 | 60            | 2018       | San Francisco |
| 18.     | The Brooklyn Tower                  | 325 m                 | 73            | 2022       | Nowy Jork     |
| 19.     | 53W53                               | 320 m                 | 77            | 2019       | Nowy Jork     |
| 20.     | Chrysler Building                   | 319 m                 | 77            | 1930       | Nowy Jork     |
| 21.     | New York Times Building             | 319 m                 | 52            | 2007       | Nowy Jork     |
| 22.     | The Spiral                          | 317 m                 | 66            | 2023       | Nowy Jork     |
| 23.     | Bank of America Plaza               | 312 m                 | 55            | 1992       | Atlanta       |
| 24.     | US Bank Tower                       | 310 m                 | 73            | 1989       | Los Angeles   |
| 25.     | 50 Hudson Yards                     | 308 m                 | 58            | 2022       | Nowy Jork     |
| 26.     | 35 Hudson Yards                     | 308 m                 | 71            | 2019       | Nowy Jork     |
| 27.     | AT&T Corporate Center               | 307 m                 | 60            | 1989       | Chicago       |
| 28.     | One57                               | 306 m                 | 75            | 2014       | Nowy Jork     |
| 29.     | JPMorganChase Tower                 | 305 m                 | 75            | 1982       | Houston       |
| 30.     | Two Prudential Plaza                | 303 m                 | 64            | 1990       | Chicago       |
| 31.     | 1 Manhattan West                    | 303 m                 | 58            | 2019       | Nowy Jork     |
| 32.     | Wells Fargo Plaza                   | 302 m                 | 71            | 1983       | Houston       |
| 33.     | 4 World Trade Center                | 298 m                 | 72            | 2013       | Nowy Jork     |
| 34.     | Comcast Center                      | 297 m                 | 57            | 2008       | Filadelfia    |
| 35.     | One Chicago East Tower              | 297 m                 | 78            | 2022       | Chicago       |
| 36.     | 311 South Wacker Drive              | 293 m                 | 65            | 1990       | Chicago       |
| 37.     | 220 Central Park South              | 290 m                 | 69            | 2019       | Nowy Jork     |
| 38.     | American International              | 290 m                 | 66            | 1932       | Nowy Jork     |
| 39.     | Key Tower                           | 289 m                 | 57            | 1991       | Cleveland     |
| 40.     | One Liberty Place                   | 288 m                 | 61            | 1987       | Filadelfia    |
| 41.     | Columbia Center                     | 286 m                 | 76            | 1985       | Seattle       |
| 42.     | Four Seasons Hotel                  | 286 m                 | 82            | 2016       | Nowy Jork     |
| 43.     | 2 Manhatan West                     | 285 m                 | 58            | 2022       | Nowy Jork     |
| 44.     | The Trump Building                  | 283 m                 | 70            | 1930       | Nowy Jork     |
| 45.     | Bank of America Plaza               | 281 m                 | 72            | 1985       | Dallas        |
| 46.     | Citigroup Center                    | 279 m                 | 59            | 1977       | Nowy Jork     |
| 47.     | 15 Hudson Yards                     | 278 m                 | 70            | 2019       | Nowy Jork     |
| 48.     | 125 Greenwich Street                | 278 m                 | 72            | 2020       | Nowy Jork     |
| 49.     | Williams Tower                      | 275 m                 | 64            | 1983       | Houston       |
| 50.     | 99 Hudson Street                    | 274 m                 | 79            | 2019       | Jersey City   |
| 51.     | 425 Park Avenue                     | 273 m                 | 41            | 2020       | Nowy Jork     |
| 52.     | NEMA Chicago                        | 273 m                 | 81            | 2019       | Chicago       |
| 53.     | Renaissance Tower                   | 270 m                 | 56            | 1974       | Dallas        |
| 54.     | 10 Hudson Yards                     | 268 m                 | 52            | 2016       | Nowy Jork     |
| 55.     | Sixth and Guadalupe                 | 267 m                 | 66            | 2023       | Austin        |
| 56.     | SunTrust Plaza                      | 265 m                 | 60            | 1992       | Atlanta       |
| 57.     | Bank of America Corporate Center    | 265 m                 | 60            | 1992       | Charlotte     |
| 58.     | 8 Spruce Street                     | 265 m                 | 76            | 2011       | Nowy Jork     |
| 59.     | 900 North Michigan                  | 265 m                 | 66            | 1989       | Chicago       |
| 60.     | Panorama Tower                      | 265 m                 | 82            | 2017       | Miami         |
| 61.     | Trump World Tower                   | 262 m                 | 72            | 2001       | Nowy Jork     |
| 62.     | Water Tower Place                   | 262 m                 | 74            | 1976       | Chicago       |
| 63.     | Aqua                                | 262 m                 | 82            | 2009       | Chicago       |
| 64.     | Aon Center                          | 262 m                 | 62            | 1973       | Los Angeles   |
| 65.     | Transamerica Pyramid                | 260 m                 | 48            | 1972       | San Francisco |
| 66.     | 30 Rockefeller Plaza                | 259 m                 | 69            | 1933       | Nowy Jork     |
| 67.     | Chase Tower                         | 259 m                 | 60            | 1969       | Chicago       |
| 68.     | Two Liberty Place                   | 258 m                 | 58            | 1990       | Filadelfia    |
| 69.     | One Manhattan Square                | 258 m                 | 72            | 2019       | Nowy Jork     |
| 70.     | Rainier Square Tower                | 258 m                 | 58            | 2020       | Seattle       |
| 71.     | Sutton 58                           | 258 m                 | 65            | 2021       | Nowy Jork     |
| 72.     | Park Tower                          | 257 m                 | 67            | 2000       | Chicago       |
| 73.     | Devon Energy Center                 | 257 m                 | 52            | 2012       | Oklahoma City |
| 74.     | One Bennett Park                    | 257 m                 | 67            | 2019       | Chicago       |
| 75.     | U.S. Steel Tower                    | 256 m                 | 64            | 1970       | Pittsburgh    |
| 76.     | Salesforce Tower Chicago            | 255 m                 | 60            | 2023       | Chicago       |
| 77.     | 56 Leonard Street                   | 250 m                 | 57            | 2016       | Nowy Jork     |
| 78.     | One Atlantic Center                 | 250 m                 | 50            | 1987       | Atlanta       |
| 79.     | The Legacy at Millennium Park       | 249 m                 | 72            | 2009       | Chicago       |
| 80.     | 110 North Wacker                    | 249 m                 | 55            | 2020       | Chicago       |
| 81.     | Aston Martin Residences             | 249 m                 | 66            | 2022       | Miami         |
| 82.     | CitySpire Center                    | 248 m                 | 75            | 1987       | Nowy Jork     |
| 83.     | 28 Liberty Street                   | 248 m                 | 60            | 1961       | Nowy Jork     |
| 84.     | Salesforce Tower                    | 247 m                 | 49            | 1990       | Indianapolis  |
| 85.     | 4 Times Square                      | 247 m                 | 48            | 1999       | Nowy Jork     |
| 86.     | MetLife Building                    | 246 m                 | 60            | 1963       | Nowy Jork     |
| 87.     | 731 Lexington Avenue                | 246 m                 | 54            | 2005       | Nowy Jork     |
| 88.     | 126 Madison Avenue                  | 245 m                 | 56            | 2021       | Nowy Jork     |
| 89.     | 138 East 50th Street                | 245 m                 | 64            | 2019       | Nowy Jork     |
| 90.     | 181 Fremont                         | 245 m                 | 73            | 2023       | Chicago       |
| 91.     | 181 Fremont                         | 244 m                 | 54            | 2017       | San Francisco |
| 92.     | John Hancock Tower                  | 241 m                 | 60            | 1976       | Boston        |
| 93.     | Mellon Bank Cneter                  | 241 m                 | 54            | 1990       | Filadelfia    |
| 94.     | IDS Tower                           | 241 m                 | 55            | 1973       | Minneapolis   |
| 95.     | Woolworth Building                  | 241 m                 | 57            | 1913       | Nowy Jork     |
| 96.     | 111 Murray Street                   | 240 m                 | 60            | 2018       | Nowy Jork     |
| 97.     | Chase Center                        | 240 m                 | 60            | 1987       | Dallas        |
| 98.     | Four Seasons Hotel & Tower          | 240 m                 | 64            | 2003       | Miami         |
| 99.     | 520 Park Avenue                     | 238 m                 | 54            | 2018       | Nowy Jork     |
| 100.    | 30 Hudson Street 34                 | 238 m                 | 42            | 2004       | Jersey City   |
| 101.    | TC Energy Center                    | 238 m                 | 56            | 1983       | Houston       |
| 102.    | 225 South Sixth                     | 237 m                 | 56            | 1992       | Minneapolis   |
| 103.    | One Worldwide Plaza                 | 237 m                 | 50            | 1989       | Nowy Jork     |
| 104.    | 555 California Street               | 237 m                 | 52            | 1969       | San Francisco |

## Najwyższe wieżowce w budowie
Lista zawiera projekty wysokościowców sięgających ponad 245 m w Stanach Zjednoczonych, które są obecnie w fazie budowy. Wyłączono z nich budynki, które osiągneły już swoja planowaną wysokość strukturalną.
| Nazwa                           | Zdjęcie | Miasto        | Wysokość ft (m)  | Piętra | Przybliżony rok ukończenia* | Uwagi |
| ------------------------------- | ------- | ------------- | ---------------- | ------ | --------------------------- | --- |
| 270 Park Avenue (rekonstrukcja) |         | Nowy Jork     | 1 425 ft (434 m) | 63     | 2025                        | JPMorgan Chase zmienia swoją siedzibę; wieżowiec został zatwierdzony przez New York City Council w maju 2019. |
| 2 World Trade Center            |         | Nowy Jork     | 1 323 ft (403 m) | 82     | Prace zatrzymane            | Będzie drugim najwyższym budynkiem spośród nowych wież kompleksu World Trade Center po zakończeniu prac. Od czerwca 2020 prace są zatrzymane. |
| 45 Broad Street                 |         | Nowy Jork     | 1 127 ft (344 m) | 68     | Prace zatrzymane            | Budynek stanie się najwyższym mieszkalnym wieżowcem w centrum Manhattanu. |
| 343 Madison Avenue              |         | Nowy Jork     | 1 055 ft (322 m) | 55     | 2026                        | Zaproponowana wieża przez Boston Properties aby zastąpić poprzednią główną siedzibę Metropolitan Transportation Authority i dopasować się do nowego centrum przesiadkowego Grand Central Terminal.                                                   |
| Waldorf Astoria Miami           |         | Miami         | 1 050 ft (320 m) | 100    | 2025                        | Projekt ogłoszono w 2015. Będzie jednym z najwyższych budynków w Miami, w stanie Floryda, jak i w południowych stanach USA. Roboty ziemne miały rozpocząć się w czwartym kwartale 2021, bazując na informacjach przekazywanych przez dewelopera PMG. |
| Waterline                       |         | Austin        | 1 022 ft (312 m) | 73     | 2026                        | Zaproponowany w 2020 przez Lincoln Property Company i Karoi Residential. Będzie najwyższym wieżowcem w stanie Teksas. |
| 262 Fifth Avenue                |         | Nowy Jork     | 1 000 ft (305 m) | 54     | 2024                        | Zaproponowany w 2016 roku. |
| 3 Hudson Boulevard              |         | Nowy Jork     | 987 ft (301 m)   | 56     | Prace zatrzymane            | Poprzednio znany jako GiraSole. |
| Okan Tower                      |         | Miami         | 926 ft (282 m)   | 70     | 2026                        | Będzie zawierać 149 mieszkań i stanie się najwyższym budynkiem w Miami. Konstrukcja się nie rozpoczęła od listopada 2020. |
| Oceanwide Center, Tower 1       |         | San Francisco | 905 ft (276 m)   | 75     | Prace zatrzymane            | Będzie drugim najwyższym budynkiem w San Francisco kiedy zostanie zbudowany. Budowę rozpoczęto w grudniu 2016. |
| 80 Flatbush                     |         | Nowy Jork     | 840 ft (256 m)   | 74     | –                           | Zatwierdzony przez New York City Council we wrześniu 2018. Na projekt składają się 2 budynki; wykopy podziemne wraz z przygotowaniem terenu rozpoczęły się pod koniec 2021.                                                                          |

* Znak (–) oznacza, że informacja dotycząca daty ukończenia konstrukcji budynku nie została podana.